# Wacca Kazombiaze
Uakazuwaka Kazombaize, simplement Wacca Kazombiaze, né le 25 janvier 1979 en Okakarara, Namibie, est un joueur international de rugby à XV, qui a joué quatre matches 4 Pool dans RWC 2007 France. Il est professionnel et a joué en Angleterre. Il est actuellement au club du RC La Vila, de Espagne. Il fait partie de la sélection de Namibie sélectionnée pour la coupe du monde 2007 en France. Il fait partie de l'ethnie des Hereros.

## Clubs
- 2006-2007 : Western Suburbs
- 2007-2008 : Pertemps Bees
- 2008-2009 : RC La Vila

## Équipe de Namibie
(Au 20 septembre 2007)
- 5 sélections avec l'équipe de Namibie
- 1er test match le 28 octobre 2006 contre le Maroc
- Sélections par année : 1 en 2006, 4 en 2007.
- Coupe du monde :
  - 2007 (2 matchs (Irlande, France))